# Zosterops borbonicus
L'occhialino di Bourbon (Zosterops borbonicus Boddaert, 1783) è un uccello della famiglia Zosteropidae, endemico delle isole Mascarene (Mauritius e Réunion).

## Biologia
Questa specie è stata chiamata in causa quale vettore di impollinazione ornitogama della orchidea Angraecum striatum (Vandeae, Angraecinae).